# السرطان 5
السرطان 5 بالإنكليزية (كانكري 5 - 5 Cancri) هو نجم في كوكبة السرطان. حجمه الظاهر هو 5،99.